# Николь, Кира
Кира Николь (англ. Keira Nicole; род. 30 октября 1992 года, Калифорния, США) — американская порноактриса. Лауреат премии XBIZ Award в категории «Лучшая актриса тематического фильма — пары» (2016).

## Карьера
Имеет английские, немецкие и ирландские корни. Пришла в индустрию для взрослых в 2014 году в возрасте 21 года. В январе 2015 года подписала контракт с агентством талантов Nexxxt Level. Снималась в сценах традиционного и лесбийского секса, а также в сценах без секса. В ноябре 2015 года для студии Blacked впервые снялась в сцене межрасового секса. Позднее покидает Nexxxt Level и переходит в Hussie Models.
Снималась для Third Degree Films, Digital Sin, Elegant Angel, FM Concepts, Girlfriends Films, Jules Jordan Video, New Sensations, Pulse Distribution, Wicked Pictures, Zero Tolerance Entertainment и многих других.
В январе 2016 года за работу в фильме The Swing Life была удостоена премии XBIZ Award в категории «Лучшая актриса тематического фильма — пары».
По данным на 2017 год, снялась в более чем 80 порнофильмах.

## Награды и номинации
| Год  | Награда    | Результат | Категория                                                                            | Фильм                               |
| ---- | ---------- | --------- | ------------------------------------------------------------------------------------ | ----------------------------------- |
| 2016 | AVN Award  | Номинация | Лучшая актриса                                                                       | Peter Pan XXX: An Axel Braun Parody |
| 2016 | AVN Award  | Номинация | Лучшая лесбийская групповая сцена (вместе с Зои Монро и Наташей Войей)               | Angels and Devils                   |
| 2016 | AVN Award  | Номинация | Лучшая новая старлетка                                                               | н/д                                 |
| 2016 | AVN Award  | Номинация | Лучшая сцена группового секса (вместе с Джеем Крю, Джейком Джейсом и Дэйном Кроссом) | Peter Pan XXX: An Axel Braun Parody |
| 2016 | AVN Award  | Номинация | Награда поклонников: самый горячий новичок                                           | н/д                                 |
| 2016 | XBIZ Award | Номинация | Лучшая актриса — пародийный фильм                                                    | Peter Pan XXX: An Axel Braun Parody |
| 2016 | XBIZ Award | Победа    | Лучшая актриса тематического фильма — пары                                           | The Swing Life                      |
| 2016 | XBIZ Award | Номинация | Лучшая новая старлетка                                                               | н/д                                 |
| 2016 | XBIZ Award | Номинация | Лучшая сцена секса — пародия (вместе с Райаном Райдером)                             | Peter Pan XXX: An Axel Braun Parody |
| 2016 | XBIZ Award | Номинация | Лучшая сцена секса — пары (вместе с Майклом Вегасом)                                 | The Swing Life                      |
| 2016 | XRCO Award | Номинация | Лучшая актриса                                                                       | Peter Pan XXX: An Axel Braun Parody |
| 2017 | XBIZ Award | Номинация | Лучшая сцена секса — полнометражный фильм (вместе с Майклом Вегасом)                 | Bijou                               |

## Избранная фильмография
- 2014 — Cum Swallowing Auditions 16
- 2015 — Bijou
- 2015 — How To Train a Hot Wife[12]
- 2015 — I Love Big Toys 41[13]
- 2015 — Midnight Mistress
- 2015 — Off Limits
- 2015 — POV Cuckold 39
- 2015 — Seduction of a Married Woman
- 2015 — Spicing Up the Marriage
- 2016 — Moms Lick Teens
- 2016 — Slut Training 2
- 2017 — Audition 2